# Sukulenti
Sukulenti ili sukulentne biljke su biljke koje spremaju vodu u svoje povećane listove, stabljike ili korijen. Povećanje listova se najviše vidi kod tkiva biljke Aloe vera. Iako sve biljke crpe vodu, sukulenti su se savršeno prilagodili da pohrane vodu za duže vrijeme. Ova prilagodba im omogućuje preživljavanje u okruženju u kojem druge biljke ne mogu. Za vrijeme dana njihovo stanište je veoma vruće, doduše stanište je noću hladnije pa im to pomaže da odahnu. Mnogi sukulenti imaju voštani zaštitni sloj na svojoj stabljici i lišću, što im pomaže sačuvati vlagu. Neke od porodica u kojima nalazimo sukulente su: Cactaceae (kaktusi), Agavaceae (agave), Aizoaceae, i Crassulaceae.
| Porodica      | Sukulenti | Prilagođeni dio    | Nalazišta                    |
| Agavaceae     | 300       | list               | sjeverna i središnja Amerika |
| Cactaceae     | 1600      | stabljika          | Amerika                      |
| Crassulaceae  | 1300      | list               | širom svijeta                |
| Aizoaceae     | 2000      | list               | južna Afrika                 |
| Apocynaceae   | 500       | stabljika          | Afrika, Indija               |
| Didiereaceae  | 11        | stabljika          | Madagaskar (endem)           |
| Euphorbiaceae | 500       | stabljika, listovi | Afrika, Madagaskar, Indija   |
| Asphodelaceae | 500       | list               | Afrika, Madagaskar           |
| Portulacaceae | ?         | stabljika, list    | Amerika                      |

## Vanjske poveznice
- Succulents Families